# بريدين كوكسيجدي كلاسيك 2022
بريدين كوكسيجدي كلاسيك 2022 (بالفرنسية: Bredene Koksijde Classic 2022)‏ هو سباق دراجات هوائية، وهو الموسم الثاني عشر من هاندزام الكلاسيكي، وأقيم في 18 مارس 2022 ضمن سباقات سلسلة سباقات الاتحاد الدولي للدراجات للمحترفين 2022، وشارك فيه 128 متسابقاً ووصل إلى نهايته 99 متسابقاً.
فاز بالمركز الأول باسكال أكرمان، وبالمركز الثاني هوغو هوفستيتر، وبالمركز الثالث تيم ميرلير.

## الفرق
| فرق عالمية (9)- Quick-Step Alpha Vinyl - Lotto-Soudal - UAE Team Emirates - Bora-Hansgrohe - Israel-Premier Tech - Trek-Segafredo - Intermarché-Wanty-Gobert Matériaux - Cofidis - Team DSM فرق برو (9)- Alpecin-Fenix - Arkéa-Samsic - TotalEnergies - أونو اكس برو سايكلنج تيم 2022 ‏ - بي آند بي هوتيلز 2022 ‏ - سبورت فلاندرين بالويس 2022 ‏ - بنجوال باوليز ساوكس دبليو بي 2022 ‏ - Bardiani-CSF-Faizanè - Human Powered Health فرق قارية (2)- Minerva Cycling Team ‏ - سوبرانو هام ايزوريكس 2022 ‏ |  |
| |  |

## التصنيف العام النهائي
| التصنيف العام         | التصنيف العام       | التصنيف العام | التصنيف العام                      | التصنيف العام |
| العداء                | العداء              | البلد         | الفريق                             | الوقت         |
| --------------------- | ------------------- | ------------- | ---------------------------------- | ------------- |
| 1                     | باسكال أكرمان       | ألمانيا       | فريق الإمارات                      | 4 س 29 د 30 ث |
| 2                     | هوغو هوفستيتر       | فرنسا         | اركيا سامسيك                       | + 0 ث         |
| 3                     | تيم ميرلير          | بلجيكا        | Alpecin-Fenix                      | + 0 ث         |
| 4                     | سام ويلسفورد        | أستراليا      | Team DSM                           | + 0 ث         |
| 5                     | Gerben Thijssen ‏    | بلجيكا        | Intermarché-Wanty-Gobert Matériaux | + 0 ث         |
| 6                     | تيموثي دوبونت       | بلجيكا        | بنجوال باوليز ساوكس دبليو بي ‏      | + 0 ث         |
| 7                     | Søren Wærenskjold ‏  | النرويج       | أونو-إكس موبيليتي ‏                 | + 0 ث         |
| 8                     | Luca Mozzato ‏       | إيطاليا       | فيتال كونسبت ‏                      | + 0 ث         |
| 9                     | ارنو دي لاي         | بلجيكا        | لوتو سودال                         | + 0 ث         |
| 10                    | Bert Van Lerberghe ‏ | بلجيكا        | Quick-Step Alpha Vinyl             | + 0 ث         |
| مصدر: ProCyclingStats |                     |               |                                    |               |

## وصلات خارجية
- الموقع الرسمي
- لمحة عن سباق بريدين كوكسيجدي كلاسيك 2022 على موقع  ProCyclingStats   (برو  سايكلنج  ستاتس) - إحصاءات  محترفي  الدراجات.
- بريدين كوكسيجدي كلاسيك 2022 على موقع إحصائيات الدراجات الإحترافية (الإنجليزية)